# 형산강변로
형산강변로는 나정교사거리에서 강변로까지 이어지는 도로이다. 이 도로는 2021년 12월 1일 오후에 개통했다. 35번국도의 일부 구간이다.

## 노선
| 교차로 명칭                    | 환승 도로            | 환승 국도 |
| ------------------------------ | -------------------- | --------- |
| 명칭 전 구간은 6차선 도로이다. | 강변로, 첨성로       | 35번국도  |
| 황남대교                       | -                    | -         |
| 나정교사거리                   | 서라벌대로, 반구대로 | 35번국도  |

## 같이 보기
- 경주시의 도로 목록